# Точка бг
Точка БГ е българска акустична група, в която влизат Тодор Янкулов, Зорница Попова, Красимир Първанов и Пламен Сивов. Т. Янкулов и З. Попова са завършили НАТФИЗ, К. Първанов е медик, а П. Сивов – юрист.
Името на групата идва от заглавието на една от най-популярните им песни със същото заглавие, написана през 2009 г. от Пламен Сивов.
Групата е създадена през 2011 г. Четиримата имат множество самостоятелни изяви до този момент, свързани предимно с фестивалите за авторски песни (бардове, поети с китари). Обединяват се от идеята да изпълняват заедно собствените си авторски песни, като започват да ги аранжират за четири вокала и три акустични китари.
Първият им албум излиза през 2011 г. със заглавие „Нови градски песни“. Вторият албум (в края на 2011 г.) е създаден в сътрудничество с музиканта Минко Ламбов в неговото студио и съдържа песни с духовна тематика. Заглавието е „Преддверие“. Третият им албум излиза в края на 2012 г. със заглавие „Акварел“.
Четвъртият албум – „Август“ – излиза през април 2015 г. В него участват като гост-музиканти Венко Поромански (ударни инструменти), Борис Таслев (контрабас) и Цветина Панайотова (цигулка).
Петият им албум „Фонтан в дъжда“ излиза през март 2018 г. В него участват като гост-музиканти Венко Поромански (ударни инструменти), Борис Таслев (контрабас), Цветина Панайотова (цигулка), Михаил Йосифов (тромпет), Иво Александров (виолончело) и Любо Цанев (пиано).
Шестият албум излиза в края на 2020 г. със заглавие „Градовете, в които ни няма“. В албума участват като гост-музиканти Венко Поромански, Борис Таслев, Цветина Панайотова, Любо Цанев и Владимир Бочев.
През 2012 – 2018 г. групата реализира успешни проекти с българските културни институти в Скопие (Р. Македония), Виена (Австрия), Братислава (Словакия), Лондон (Великобритания), Варшава и Краков (Полша) където изнася концерти за българските общности. Основните концертни изяви на групата в София са в Студио 5 и в Sofia Live Club (НДК).